# Swiss Open 2023
Swiss Open Gstaad 2023 (cunoscut și ca EFG Swiss Open Gstaad din motive de sponsorizare) a fost un turneu de tenis masculin care s-a jucat pe terenuri cu zgură, în aer liber. A fost cea de-a 55-a ediție a Swiss Open și turneu de nivel ATP 250 din Circuitul ATP 2023. S-a desfășurat la Roy Emerson Arena din Gstaad, Elveția, în perioada 17–23 iulie.

## Campioni

### Simplu
Pentru mai multe informații consultați Swiss Open 2023 – Simplu

### Dublu
Pentru mai multe informații consultați Swiss Open 2023 – Dublu

## Puncte și premii în bani

### Distribuția punctelor
| Probă  | C   | F   | SF | QF | R16 | R32 | Q   | Q2  | Q1  |
| Simplu | 250 | 150 | 90 | 45 | 20  | 0   | 12  | 6   | 0   |
| Dublu  | 250 | 150 | 90 | 45 | 0   | N/A | N/A | N/A | N/A |

### Premii în bani
| Probă  | C       | F       | SF      | QF      | R16    | R32    | Q2     | Q1     |
| Simplu | €85,605 | €49,940 | €29,355 | €17,010 | €9,880 | €6,035 | €3,020 | €1,645 |
| Dublu* | €29,740 | €15,910 | €9,330  | €5,220  | €3,070 | N/A    | N/A    | N/A    |

*per echipă